# Chyżowice
Chyżowice – wieś w Polsce położona w województwie lubelskim, w powiecie hrubieszowskim, w gminie Uchanie.
W latach 1975–1998 miejscowość administracyjnie należała do województwa zamojskiego. 
Wieś jest sołectwem w gminie Uchanie. Według Narodowego Spisu Powszechnego (III 2011 r.) liczyła 406 mieszkańców i była trzecią co do wielkości miejscowością gminy.
Wierni Kościoła rzymskokatolickiego należą do parafii Trójcy Przenajświętszej i Narodzenia Najświętszej Maryi Panny w Trzeszczanach.

## Położenie
Wieś położona jest w południowo-wschodniej części gminy Uchanie. Obszar Chyżowic zajmuje około 700 ha, z czego około 200 ha to lasy, a 100 ha to łąki. Przez wieś przepływa rzeczka – Białka. Na obrzeżach Chyżowic położone są dwa lasy – od strony południowo-wschodniej oraz południowo-zachodniej. Są to lasy mieszane (dąb, buk, grab, brzoza, sosna).

## Części wsi
| SIMC    | Nazwa   | Rodzaj  |
| ------- | ------- | ------- |
| 0903914 | Wandzin | kolonia |

## Historia
Wzmiankowana w rejestrze poborowym 1472 r. Chyżowice przed II wojną światową miały typowy skład etniczny dla tych terenów. Były zamieszkiwane przez Polaków, Ukraińców oraz Żydów. O obecności Ukraińców może świadczyć cmentarz greckokatolicki oraz nieistniejąca już drewniana cerkiew, o której pierwsze wzmianki pochodzą z 1742 roku. W 1827 r. Chyżowice liczyły 52
domów i 332 ha. Dobra Chyżowic składały się z folwarku Chyżowice, Wandzin i Zofin tudzież wsi Chyżowice; od Lublina w odległości 110 km, od Hrubieszowa w odległości 18 km, od rzeki Bug w odległości 35 km. Nabyte w roku 1858 za rs. 61,000; ogólna rozległość m. 1,568, a mianowicie: folwark Chyżowice grunta orne i ogrody m. 404, łąk m. 60, wody m. 15, lasu m. 354, nieużytki i place m. 28, razem m. 862; budowli murowanych 6, drewnianych 20. Folwark Wandzin grunta orne i ogrody m. 391, łąk m. 55, nieużytki i place m. 10, razem m. 456; płodozmian 9-polowy, budowli drewnianych 6. Fol. Zofin grunta orne i ogrody m. 160, łąk m. 61, lasu m. 24, nieużytki i place m. 5, razem m. 250; płodozmian 7 -polowy, budowli drewnianych 4; pokłady kamienia wapiennego i młyn wodny; wś Ch. osad 47, gruntu m. 530.